# Чеджу Юнайтед
«Чеджу Юнайтед» — южнокорейский футбольный клуб из города Чеджу. Образован в 1982 году под именем «Юкон Каккири». Домашние матчи проводит на арене «Чеджу Ворлд Кап Стэдиум», вмещающей 35 657 зрителей. В настоящий момент выступает в Кей-лиге, главном по значимости футбольном турнире Кореи. Клуб один раз побеждал в Кей-лиге, и четырежды становился вторым.

## Достижения
- Чемпионат Республики Корея:
  - Чемпион (1): 1989.
  - Вице-чемпион (5): 1984, 1994, 2000, 2010, 2017.
- Кубок Республики Корея:
  - Финалист (1): 2004.
- Кубок корейской лиги:
  - Обладатель (3): 1994, 1996, 2000.
  - Финалист (2): 1998 (дважды).

## Прежние названия
- «Юкон Коккири» — 1983—1995.
- «Пучхон Юкон» — 1996—1997.
- «Пучхон СК» — 1997—2005.
- «Чеджу Юнайтед» — 2006 — н. в.

## Тренеры
- Пак Сон Хва и Хам Хын Чхоль (1992, и. о.)
- Пак Сон Хва (1993—1994)
- Валерий Непомнящий (1995—1998)
- Пак Кён Хун (2014—2016)